# Bahnhof Niederbrechen
Der Bahnhof Niederbrechen ist ein Bahnhof an Streckenkilometer 60,8 der von Frankfurt (Main) Hauptbahnhof nach Limburg (Lahn) führenden Main-Lahn-Bahn im Brechener Ortsteil Niederbrechen und neben dem Bahnhof Oberbrechen einer von zwei Bahnhöfen in Brechen. Der Bahnhof liegt im Tarifgebiet des Rhein-Main-Verkehrsverbundes (RMV) und besitzt drei Bahnsteiggleise.

## Geschichte
Mit dem Bau der Main-Lahn-Bahn 1875 wurde auch in Niederbrechen ein Haltepunkt gebaut, das Empfangsgebäude entstand 1879. 1913 begann der Bau einer Brücke für die Bahnhofstraße. Nach deren Fertigstellung wurde der Bahnübergang im Zuge der Jahnstraße geschlossen. Mit dem zweigleisigen Ausbau der Strecke entstand 1913 auch ein Stellwerk. Für den Bau der Bundesautobahn 3 wurde 1937 ein Entladegleis für Baumaterial eingerichtet und nach Fertigstellung der Autobahn wieder abgebaut. 1988 wurde eine Güterhalle abgetragen, die an den Bahnhof angeschlossen war. Am 26. September 1989 war die Inbetriebnahme des neuen Stellwerks. Das alte Stellwerk von 1913 wurde am 12. Oktober 1989 abgerissen. Von 1989 bis 1991 dauerte der Bau einer Unterführung. 1992 wurde der Bahnübergang zur Feldgemarkung Flachsau geschlossen. Letztmals fand 1993 eine Güterabfertigung in Niederbrechen statt. 2005 folgte die Entfernung eines Rangier- und eines Anschlussgleises. Das denkmalgeschützte Bahnhofsgebäude beherbergt heute unter anderem eine Gaststätte und ein Schreibwarengeschäft.

## Betrieb
Heute besitzt der Bahnhof Niederbrechen als einziger Bahnhof zwischen Eschhofen und Idstein noch drei Bahnsteiggleise.
- Gleis 1 am Hausbahnsteig (Höhe: 76 cm, Länge: 225 m)[1]: Richtung Limburg (Lahn)
- Gleis 2 am Mittelbahnsteig (Höhe: 76 cm, Länge: 221 m)[1]: Richtung Niedernhausen–Frankfurt (Main)/Wiesbaden
- Gleis 3 am Mittelbahnsteig (Höhe: 76 cm, Länge: 136 m)[1]: ohne Regelverkehr

## Verbindungsübersicht

### Bahn
| Linie | Verlauf | Takt                             | Betreiber      |
| ----- | --- | -------------------------------- | -------------- |
| RE 20 | Main-Lahn-Bahn: Frankfurt (Main) Hbf – Frankfurt-Höchst – Hofheim (Taunus) – Niedernhausen (Taunus) – Idstein (Taunus) – Bad Camberg – Niederbrechen – Eschhofen – Limburg (Lahn) Stand: Fahrplanwechsel Dezember 2021                                                                             | 60 min (wochentags zur HVZ)      | DB Regio Mitte |
| RB 21 | Ländchesbahn: Wiesbaden Hbf – Wiesbaden-Erbenheim – Wiesbaden-Igstadt – Auringen-Medenbach – Niedernhausen (Taunus) – Idstein (Taunus) – Wörsdorf – Bad Camberg – Niederselters – Oberbrechen – Niederbrechen – Lindenholzhausen – Eschhofen – Limburg (Lahn) Stand: Fahrplanwechsel Dezember 2021 | einzelne Fahrten                 | HLB Hessenbahn |
| RB 22 | Main-Lahn-Bahn: Frankfurt (Main) Hbf – Frankfurt-Höchst – Hofheim (Taunus) – Niedernhausen (Taunus) – Idstein (Taunus) – Wörsdorf – Bad Camberg – Niederselters – Oberbrechen – Niederbrechen – Lindenholzhausen – Eschhofen – Limburg (Lahn) Stand: Fahrplanwechsel Dezember 2021                 | 30/60 min (+ Verstärker zur HVZ) | DB Regio Mitte |

### Bus
Am Bahnhof Niederbrechen gibt es Anschluss an Busse Richtung Mensfelden, Limburg an der Lahn, Villmar und Weilburg.

### Park-/Bike-and-Ride
Der Bahnhof verfügt über eine Park-and-Ride Anlage sowie eine Bike-and-Ride-Anlage.